# Dystrykt Nkhotakota
Nkhotakota – jeden z 28 dystryktów Malawi, położony w Regionie Centralnym. Stolicą dystryktu jest miasto Nkhotakota.

## Sąsiednie dystrykty
- Salima – południe
- Kasungu, Ntchisi – zachód
- Mzimba, Nkhata Bay – północ